# Онихокриптоз
Вросший ноготь (онихокрипто́з, от греч. ὄνυξ — «ноготь» и κρυπτός — «скрытый») — врастание ногтевой пластины в боковой край ногтевого валика (чаще всего на большом пальце ноги, чаще внешний край). Это весьма распространённое заболевание. При этом ногтевой валик становится красным и отёчным, начинается воспаление, вызывающее сильную боль. В дальнейшем возможно развитие хронического воспалительного процесса.
Без правильного лечения заболевание носит рецидивирующий характер.

## Причины заболевания
- плоскостопие;
- онихомикоз (грибковое поражение ногтя);
- неправильная (узкая) обувь[1][2];
- неправильное постригание ногтей (оставление острых углов, впирающихся в мягкие ткани);
- вальгусная деформация стоп;
- врождённая предрасположенность (избыточное количество мягких тканей в подногтевой подушке);
- травма;
- гипергидроз[3];
- диабет или состояние, которое может вызвать задержку воды в ногах, например, сердечная или почечная недостаточность, или хроническая венозная недостаточность в ногах[4].

## Лечение
Способ лечения вросшего ногтя определяется степенью врастания ногтевой пластины и стадией воспалительного процесса. Нехирургические методы лечения обычно используются при вросших ногтях лёгкой и средней степени тяжести, тогда как хирургические подходы используются в случаях средней и тяжелой степени. 

### Консервативное лечение
В начале заболевания возможно консервативное лечение. Необходимо ношение свободной обуви, тщательная гигиена стоп. Можно применять дезинфицирующие ванночки с раствором поваренной соли, марганцевокислого калия (марганцовки), добавляя её в раствор до светло-розового оттенка (несколько кристалликов), если больше, возможен химический ожог кожи стопы. Простые нехирургические меры включают в себя исправление неподходящей обуви, лечение гипергидроза и онихомикоза, помещение кусочков ваты или зубной нити под вросший край ногтя. Может накладываться шина, щелевая тейп-полоска, акриловые ногти, эластичная проволока. Если самостоятельное лечение не дало результатов или воспалительный процесс прогрессирует, то необходимо обратиться за специализированной помощью.

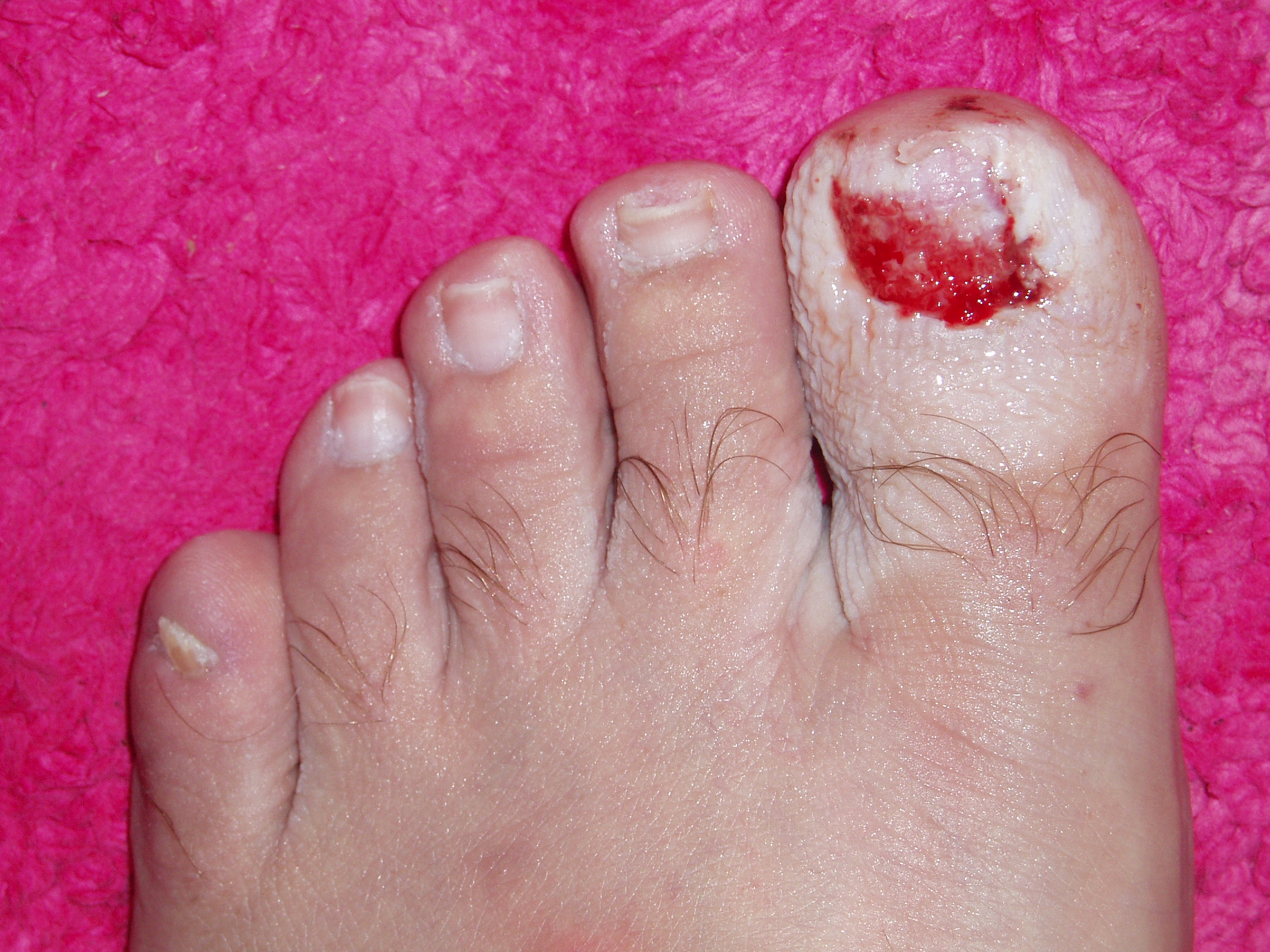
Полное удаление ногтевой пластины

### Хирургическое лечение

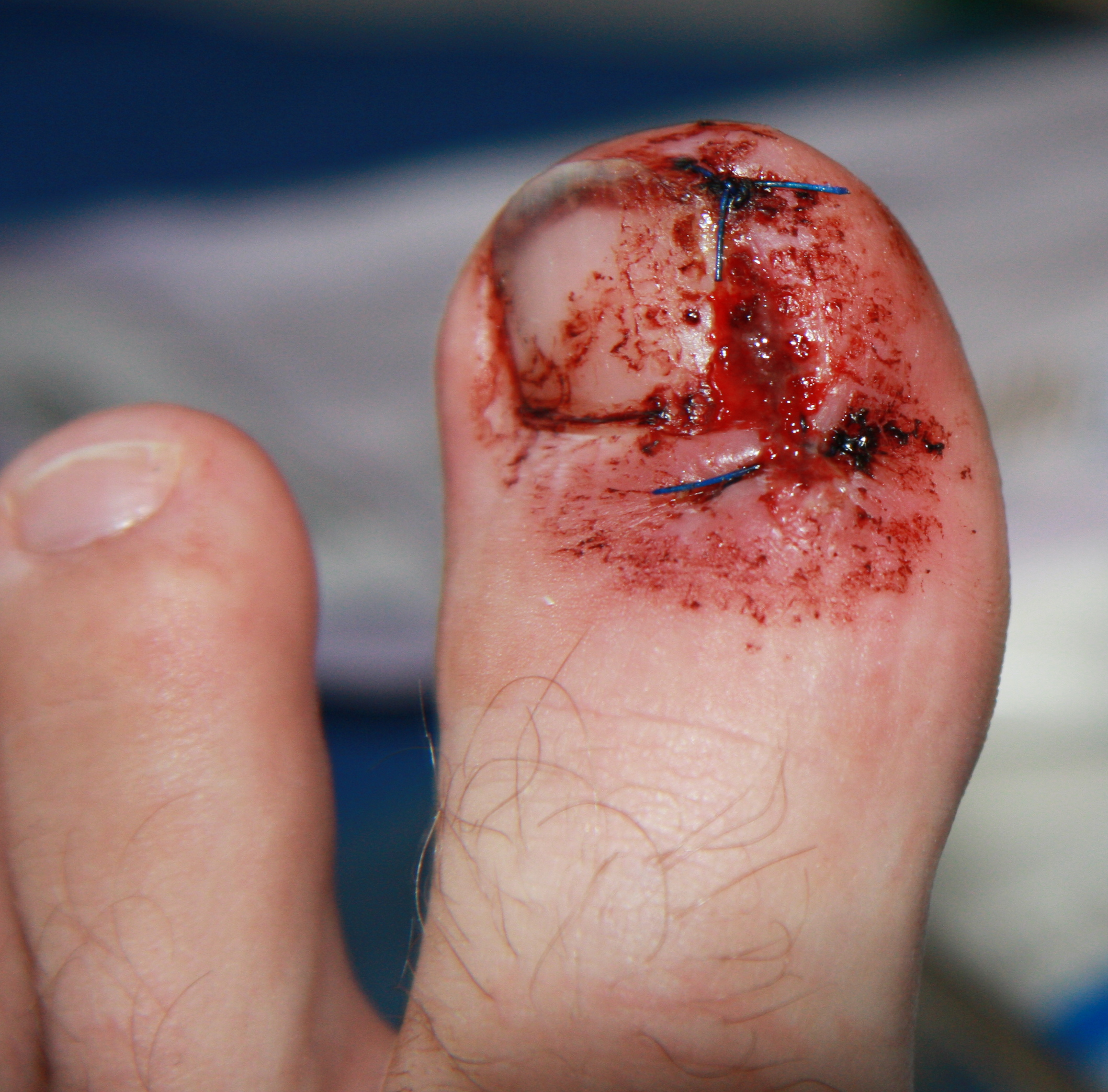
Иссечение части ногтевой пластины, пластика Эммерта

Хирургическое лечение вросшего ногтя проводится амбулаторно под местной анестезией. Операция может проводиться с помощью хирургических инструментов, с помощью коагулирования (прижигания) матрицы ногтя электрическим током, методом аппаратной радиочастотной хирургии, лазером, химическими веществами (например, фенолом). В литературе описано много видов данной операции. Самая распространенная — иссечение боковой части ногтя с удалением гипергрануляции и части матрикса (корня) ногтя. Если данная операция неэффективна и возникает рецидив, то ногтевую пластину удаляют полностью.
Обычное хирургическое удаление (резекция) края врастающего ногтя не дает гарантии отсутствия рецидивов, нередки случаи повторного врастания через несколько месяцев или лет. После хирургического вмешательства необходимо делать перевязки, чтобы рана зажила без инфекционных осложнений. После операции может быть назначен курс антибиотиков.

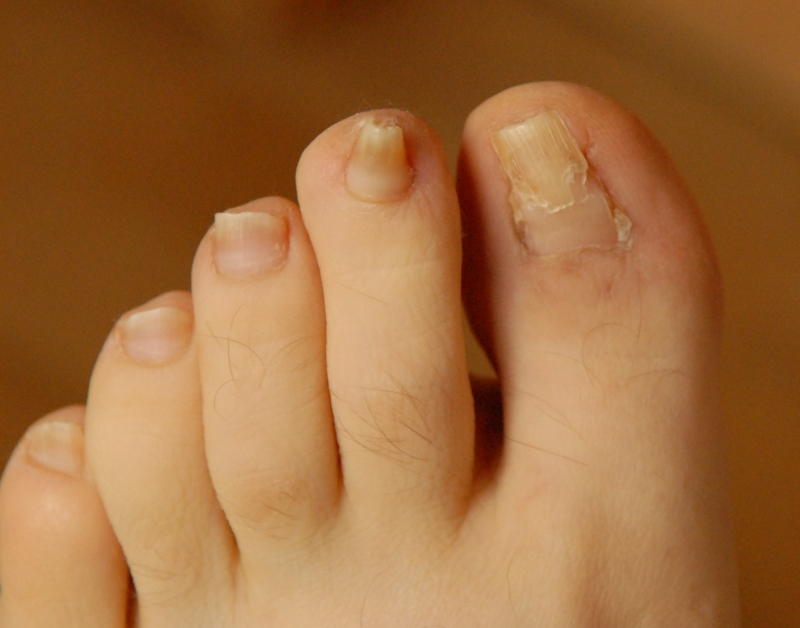
Изменение формы и структуры ногтя после пластики Эммерта

Лучшим и долговременным методом лечения является лазерное прижигание ростковых клеток ногтя после удаления вросшего ногтя. Такой метод лечения онихокриптоза лазером является более надежным и современным, но даже после него бывают рецидивы заболевания, происходят необратимые изменения внешнего вида ногтя.
После хирургического вмешательства любого типа по мере отрастания ногтевой пластины необходимо тщательно соблюдать правила гигиены для защиты ногтя от инфекций, в том числе грибковой природы.

### Методики ортониксии (лечение скобами и пластинами)
Методики ортониксии представляют собой нехирургический метод лечения вросшего ногтя. Существует два основных вида ортониксических конструкций: пластины (Подофикс, Ониклип и другие) или скобы (Ора, 3ТО, Фрезера, Остхольда и другие). Пластины и скобы устанавливают подологи. Скобы и пластины закрепляются на ногте и приподнимают его края, позволяя устранить боль и воспалительный процесс. Таким образом, ноготь находится под натяжением постоянно и растет в нужном направлении. С помощью скоб и пластин можно изменить форму ногтя, скорректировать даже сильно скрученные ногти.
К преимуществам ортониксии можно отнести безболезненность установки, быстрое снятие болевого синдрома, отсутствие восстановительного периода и низкую частоту рецидивов.
Для некоторых групп пациентов (больные сахарным диабетом, дети, беременные женщины), которым следует избегать оперативных вмешательств, скобы и пластины являются более предпочтительным методом лечения онихокриптоза.

## Что нельзя делать
Прикладывать раздражающие мази, обрезать уголки ногтя, оттягивать посещение врача.

## Анестезия при операции
Стандартным методом анестезии при проведении операций по поводу онихокриптоза является проводниковая анестезия по Оберсту-Лукашевичу, которая заключается в блокаде нервов пальца при помощи местного анестетика (чаще лидокаин или бупивакаин). Анестетик вводится из 2 точек по бокам проксимальной фаланги оперируемого пальца. Объём вводимого анестетика обычно 4-6 мл. Длительность анестезии, в зависимости от применяемого анестетика, составляет от 1 до 5-6 часов.